# Tachigali paratyensis
Tachigali paratyensis là một loài thực vật có hoa trong họ Đậu. Loài này được (Vell.) H.C. Lima miêu tả khoa học đầu tiên năm 1995.